# Transfervindue
Transfervindue er indenfor professionel fodbold en betegnelse for den registreringsperiode, hvori det er muligt for fodboldklubber at købe og sælge fodboldspillere. 
I løbet en sæson er der to transfervinduer, som henholdsvis ligger om sommeren (indtil 12 uger fra slutningen af en sæson) og i vinterpausen (hele januar). Hvis den sidste dag for et transfervindue ligger på en lørdag, bliver tidsfristen som regel forlænget til den efterfølgende mandag af forretningsmæssige hensyn. Således varierer placeringen og længden af transfervinduerne fra sæson til sæson og fra land til land. I mellemtiden er der lukket for handel af spillere på kontrakt i klubber.
FIFA har arbejdet med transfervinduer siden september 2001. Systemet var i brug i mange europæiske ligaer før transfervindue-reglerne formelt blev implementeret af FIFA i forbindelse med 2002/2003-sæsonen. Vinduet blev introduceret som svar på forhandlinger med Europa-Kommissionen. Reglerne indførtes for at skabe stabilitet og konsekvens på spillermarkedet og dermed gennemskuelighed i forhold til den sportslige og kommercielle afvikling af de nationale turneringer.
Det nuværende transfersystem, med et vintervindue fra 1. januar til 31. januar, og et sommervindue fra 1. juli til 31. august, er efterhånden et gennemkørt, og FIFA vælger angiveligt at beholde denne struktur.